# Cooperativa MANS
MANS és un projecte social, destinat a crear llocs de treball per a persones amb dificultats, concretament joves amb risc d’exclusió. Creat el 26 de juliol del 2013.

## Pagesos ecològics
La cooperativa MANS es dedica a la producció, transformació i comercialització de fruita i verdura ecològica. Facilita un canal per a la comercialització de la producció d’Agricultors de proximitat, per enfortir l'agricultura com preservadora del territori, el paisatge i el patrimoni agroalimentari.

## Integració social i laboral dels joves
L’objectiu és facilitar l’accés al món laboral a persones vulnerables, especialment joves en risc d’exclusió social, generant llocs de treball i acompanyant-los en el procés d’integració. S'incorporen a un entorn laboral extern i exigent, en un sector competitiu i se’ls anima a completar la seva formació acompanyant-los en un itinerari personalitzat per a cadascun.

## Envàs ecològic
MANS presenta un nou envàs que redueix el plàstic en un 99%. És el primer envàs més sostenible per a comercialització de fruita i verdura ecològica als supermercats Bonpreu i Esclat, Condis, Aldi i Ulabox. El nou envàs de MANS és més respectuós amb el medi ambient en una doble raó:
- En primer lloc, perquè utilitza majoritàriament materials biodegradables. La safata és de cartó amb certificació FSC, compostables i biodegradable. La malla té com a principal material el cotó.
- En segon i últim lloc perquè utilitza molt poca quantitat de material, un total de 16 grams, dels quals 15 grams corresponen a la safata i 1 gram a la malla.

Juntament amb tots els aspectes el nou envàs de MANS fa que sigui un gran passar a la reducció de residus i de plàstics en la comercialització de fruites i verdures ecològiques als supermercats. Reduirà unes 4,5 tn de plàstic a l’any als supermercats que és on es comercialitzen els productes de MANS.
El dissenyador del nou envàs, Jordi Balari Balcells, ha estat conceptualitzat per la Cooperativa social MANS amb la col·laboració d’empreses del territori.

## Codis QR als productes
La cooperativa social MANS ha posat em marxa una nova iniciativa per donar visibilitat a la pagesia, explicant als consumidors quins són i com produeixen la fruita i la verdura ecològica que arriba a les seves llars i fer valdre la seva tasca. Així, els productes ecològics MANS incorporen un codi QR a l'etiquetatge que dona accés a una pàgina web amb aquesta informació.
Un cop escanejat el codi QR, trobem informació del lloc país on es troben els camps de conreu i el pagès que els treballa, a més a través d’un vídeo el pagès ens explica molts detalls dels seus camps i del conreu dels productes ecològics que el consumidor té a les seves mans així poden valorar tota la feina que desenvolupen. Aquests codis s'aniran incrementant amb nous productes de temporada en els mesos vinents.

## Reconeixements
Líder Pack —> edició 2019La cooperativa MANS ha desenvolupat un packaging innovador altament diferenciat de la seva competència econòmica. L'envàs ha estat doblement guardonat amb el premi Liderpack atorgat per a Graphispack Associació i el saló Hispack de Fira de Barcelona.
WorldStar Packaging AwardsLa cooperativa social MANS ha estat guanyadora pel seu envàs sostenible a WorldStar Packaging Awards, els premis packaging més importants del món. L'envàs ha estat reconegut per ser el primer envàs sostenible per vendre fruita i verdura ecològica.
European Awards For Cooperative InnovationLa cooperativa MANS ha sigut guanyadora l’any 2019 amb el premi a la creació de valor social.
Premio Alimento España 2020La cooperativa social MANS ha sigut guanyadora l’any 2020 amb l'accèssit a la iniciativa emprenedora en els premis Premio Alimento de España.

## Entitats sòcies de la cooperativa
De les 14 entitats sòcies de la cooperativa, la Fundació en forma part i n'és impulsora, 11 són productores d’agricultura ecològica i 2 són també comercialitzadores de cistelles de productes ecològics:
- Ecobrot (Fundació Oscobe)
- Fundació Onyar-La Selva
- Portal Berguedà
- Viver de Bell-lloc
- Sant Tomàs
- Sambucus
- Molí d’en Puigvert
- La Klosca
- Teb Verd
- Can Perol
- La Tavella
- Aprodisca
- CET El Pla